# Fata Salkunič
Fata Salkunič, slovenska nogometašica, *9. marec 1991, Ljubljana.
Trenutno je brez kluba , pred tem pa je igrala za USV Jena v nemški Bundesligi, kariero pa je začela v ŽNK Maribor v 1. SNŽL,
Je tudi članica  Slovenske ženske nogometne reprezentance.